# Rinpung Dzong
Ringpung dzong je dzong (trdnjavski kompleks) v zahodnem delu Butana v mestu Paro, ki je bil zgrajen leta 1644. Danes je v dzongu administrativni sedež okrožja in budistični samostan z 200 menihi. 

## Zgodovina
Dzong je leta 1644 zgradil butanski kralj šabdrung Ngavang Namgjal, ki je ozemeljsko združil sodobni Butan. Dzong je preživel močan potres leta 1897 in požar leta 1906.
Pred letom 1644 je na lokaciji imenovani Humrelkha pri Paru lokalni teolog Gyelchok zgradil pet nadstropno zgradbo. Gyelchok, gospodar Humrela, je leta 1644 svoj dzong izročil kralju šabdrung Ngawang Namgyelu, ki ga je prezidal v mnogo večjo in razsežno trdnjavo. Nov dzong in budistični tempelj sta posvetila šabdrung Ngavang Namgjal in karma Rigzin Nyingpo, reinkarnacija Tertona Sangay Lingpa. Za prvega penlopa je bil leta 1646 imenovan Ngonpa Tenzin Drugda. V času 23.-tega penlopa Dawe Penjorja je dzong pogorel do tal. Z denarjem zbranim po celem Butanu s posebnim davkom je kompleks obnovil penlop Para Dawa Penjor.
Leta 1646 je bil dzong posvečen in ustanovljen kot upravno in samostansko središče zahodne regije in je postal znan kot Rinpung dzong.
Petnadstropna stavba je ena najlepših lesenih stavb v Butanu. Na 4. nadstropju je tempelj posvečen liniji lam Drukpa (sekta Rdečih kap), šole Kagju, tempelj Osem vrst čorten in tempelj Taras. Kip guruja Rinpoche-ja, ki ga je izdelal Sherab Wangchuk se tudi nahaja na 4. nadstropju; na 3. nadstropju pa je Goenkhang, kjer sta tudi kipa Mahakale in Mahakali.

## Galerija
- Pogled na Rinpung dzong iz Nacionalnega muzeja
- Veduta z Rinpung dzongom in Nacionalnim muzejem nad njim
- Rinpung dzong z lesenim mostom pod gradom
- Idiličen Rinpung dzong
- Notranje dvorišče dzonga

## V popularni kulturi
Nekateri prizori v filmu Little Buddha iz leta 1993 so bili posneti v tem dzongu.

## Festivali
Velik letni festival ali tšeču poteka v Rinpung Dzongu od 11. do 15. dne drugega meseca tradicionalnega butanskega lunarnega koledarja (običajno marca ali aprila po gregorijanskem koledarju). Ob tej priložnosti v procesiji nosijo svete podobe. Sledi serija tradicionalnih plesov za maske, ki prenašajo verske zgodbe, ki jih več dni izvajajo menihi.
Pred zoro 15. dne je v zgodnjih jutranjih urah za javnost prikazana velika sveta zastava thangka, ki prikazuje osem manifestacij Padmasambhave, da bi se držali tradicije, da soncu ne dovolijo pasti.